# 琉璃的寶石
《琉璃的寶石》是澀谷圭一郎所繪製的日本青年漫畫。2019年8月10日開始在漫畫月刊《Harta》連載，2020年10月起經Harta Comix發行實體單行本。
2024年9月11日，宣佈將改編為電視動畫，由Studio Bind擔任動畫製作，2025年開始播放。

## 故事簡介
喜愛閃亮寶石飾品的女子高中生谷川琉璃，日常零用錢不足以滿足她對珠寶配飾的欲望及憧憬，想跟母親預支零用錢卻又遭到拒絕。此時母親不經意的隨口說出：「水晶那些東西，以前你爺爺在山裡採集野菜很常撿到啊，他自己用不到所以全都拿去送給別人了。」行動力超強的她聽完這些話後，隨即動身一個人無懼的展開水晶尋寶之旅。在富含水晶寶石的深山裡，她邂逅了主修礦物學的女研究生荒砥凪，該人當時在現場研究礦物，她決定跟隨著凪一起進行礦物採集，在凪的詳細講解指導下，她對寶石的興趣愈發濃厚，逐步踏入了礦物採集的世界。女研究生荒砥凪是一個奇特人物，擁有淵博的礦物學知識，精通地質構造節理分佈，她對大自然的力量非常理解與崇敬，深諳自然災害的威脅，了解土石災害的風險及環境保護的重要性，遇到可能到來的危險時果斷撤離毫不猶豫。兩人亦師亦友，琉璃樂觀進取的積極性格、凪對礦物地質的博學熟稔，構築出一段本格正統的科學冒險物語。

## 登場人物

### 主要角色
谷川琉璃（聲：根本京里）
女子高中生。非常喜愛閃亮的珠寶配飾。曾獨自進入深山尋找水晶寶石，在那次野外探險讓她邂逅了主修礦物學的女研究生荒砥凪，在凪的詳細講解指導下，逐步踏入了礦物採集的世界。
荒砥凪（聲：瀨戶麻沙美）
主修礦物學的女研究生。她有一頭烏黑亮麗的長髮，容貌美麗且身材性感，穿著白色長袖襯衫和牛仔褲，以便在戶外輕鬆走動。擁有豐富的礦物學知識，精通地質構造節理分佈，開啟了琉璃瞭解礦物相關知識的啟蒙之路。她對大自然的力量非常理解與崇敬，深諳自然災害的威脅，了解土石災害的風險及環境保護的重要性，遇到可能到來的危險時果斷撤離毫不猶豫。她在研究室裡的個人桌面卻雜亂無章，衛生習慣似乎欠佳。
伊萬里曜子（聲：宮本侑芽）
主修礦物學的大四女研究生，也是荒砥凪的學妹，留著短髮，戴著眼鏡，身材不遜色於凪。對凪的衛生習慣感到頭痛，曾多次督促凪保持清潔。熱衷於收集已絕版書籍及舊地形圖等舊式資料。由於大多時間都花在閱讀，缺乏實地探勘經驗，因此未能察覺到自己發現的磁鐵礦。經歷廢礦山的事件後，她決定親自前往礦山進行調查。
瀨戶硝子（聲：林咲紀）
女子高中生，谷川琉璃的高中班長。自小就對石頭感興趣，更因此被誤認為是怪人，讓她心中一直有些自卑。在採集海玻璃一事裡與凪等人結識，此後逐漸加深與琉璃的友誼。
笠丸葵（聲：山田美鈴）
登山愛好者，也是谷川琉璃的好友兼同班同學。她會利用自己的登山經驗，輔助琉璃進行礦石採集活動。

### 其他角色
琉璃的母親（聲：豐口惠）
一名家庭主婦。
岩雲舞花（聲：寺澤百花）
谷川琉璃的好友兼同班同學。有一次因學校考完試，她與琉璃和葵一起去海邊玩水。
硝子的父母親（聲：川田紳司（父）；武田華（母））
很關心自己的女兒硝子。
幼教老師（聲：夏目妃菜）
硝子在幼稚園時期的老師。

## 出版書籍

### 漫畫
| 冊數 | Kadokawa       | Kadokawa               | 尖端出版      | 尖端出版               |
| 冊數 | 發售日期       | ISBN                   | 發售日期      | ISBN                   |
| ---- | -------------- | ---------------------- | ------------- | ---------------------- |
| 1    | 2020年10月15日 | ISBN 978-4-04-736267-3 | 2022年3月29日 | ISBN 978-626-316-560-1 |
| 2    | 2021年8月12日  | ISBN 978-4-04-736615-2 | 2023年1月12日 | ISBN 978-626-356-012-3 |
| 3    | 2022年10月15日 | ISBN 978-4-04-737177-4 | 2024年3月13日 | ISBN 978-626-377-663-0 |
| 4    | 2023年8月12日  | ISBN 978-4-04-737637-3 |               |                        |
| 5    | 2024年9月13日  | ISBN 978-4-04-737914-5 |               |                        |
| 6    | 2025年7月15日  | ISBN 978-4-04-738113-1 |               |                        |

## 電視動畫

### 製作人員
- 原作：澀谷圭一郎
- 導演：藤井慎吾
- 系列構成：橫手美智子
- 角色設計：藤井茉由
- 音響監督：吉田光平
- 音樂：阿知波大輔、柳川和樹
- 動畫製作：Studio Bind

### 主题曲
片头曲
演唱、作詞：安田玲，作曲：大濱健悟，編曲：玉井健二、南田健吾，旗下品牌公司：SACRA MUSIC
片尾曲
演唱：Hana Hope，作詞：矢野水音，作曲、編曲：宅見將典，旗下品牌公司：Sony Music Associated Records
第7話未使用

### 各话列表
| 话数  | 标题                 | 剧本       | 分镜       | 演出       | 作画监督                                                    | 总作画监督         | 首播日期      |
| ----- | -------------------- | ---------- | ---------- | ---------- | ----------------------------------------------------------- | ------------------ | ------------- |
| 第1话 | 第一次的礦物採集     | 橫手美智子 | 藤井慎吾   | 藤井慎吾   | 藤井茉由                                                    | -                  | 2025年 7月6日 |
| 第2话 | 金色的價值           | 橫手美智子 | 秋山泰彦   | 秋山泰彦   | 西谷眾平、村井奎太                                          | 藤井茉由、大田和寬 | 7月13日       |
| 第3话 | 殘留的恆星           | 橫手美智子 | 石井章詠   | 石井章詠   | 内田百香、大原大、李嘉、二宮步路、倉持彩乃、                | 藤井茉由、大田和寬 | 7月20日       |
| 第4话 | 解讀砂子             | 橫手美智子 | 津島由里香 | 津島由里香 | 大田和寬                                                    | 藤井茉由           | 7月27日       |
| 第5话 | 看得見與看不見的世界 | 谷内直人   | 黑澤守     |            | 紅谷希、後藤巧、車昊、杉薗真希、李嘉、飛鴻動畫（RAI、Yaya） | 藤井茉由、大田和寬 | 8月3日        |
| 第6话 | 凝視著那抹藍         | 平見瞠     | 田中宏紀   | 田中宏紀   | 佐藤利幸                                                    | 藤井茉由、大田和寬 | 8月10日       |
| 第7话 | 海岸邊的回收工廠     | 藤井慎吾   | 澤真平     | 堀雅步     | 内山玄基                                                    | 藤井茉由           | 8月17日       |
| 第8话 | 黃昏色的輓歌         |            |            |            |                                                             |                    |               |

### BD／DVD
| 卷數 | 發行日期       | 收錄話數        | 規格編號      | 規格編號      |
| 卷數 | 發行日期       | 收錄話數        | BD            | DVD           |
| ---- | -------------- | --------------- | ------------- | ------------- |
| 1    | 2025年10月8日  | 第1話 - 第2話   | ANZX-16901/2  | ANZB-16901/2  |
| 2    | 2025年11月12日 | 第3話 - 第4話   | ANZX-16903/4  | ANZB-16903/4  |
| 3    | 2025年12月3日  | 第5話 - 第7話   | ANZX-16905/6  | ANZB-16905/6  |
| 4    | 2026年1月7日   | 第8話 - 第10話  | ANZX-16907/8  | ANZB-16907/8  |
| 5    | 2026年2月4日   | 第11話 - 第13話 | ANZX-16909/10 | ANZB-16909/10 |

## 外部連結
- 漫畫官方網站（日語）
- 動畫官方網站（日語）
- 電視動畫的X（前Twitter）（日語）